# Carpodacus rubicilloides
Il carpodaco striato (Carpodacus rubicilloides Przewalski, 1876) è un uccello passeriforme della famiglia dei Fringillidi.

## Etimologia
Il nome scientifico della specie, rubicilloides, consiste nell'applicazione del suffisso di origine greca -οιδης (-oidēs, "simile a") su rubicilla, dando in tal modo il significato di "simile a Carpodacus rubicilla".

## Descrizione

### Dimensioni
Misura 19–20 cm di lunghezza, per 38-43,8 g di peso.

### Aspetto
Si tratta di uccelli dall'aspetto robusto ma slanciato, muniti di testa tondeggiante con grandi occhi e becco conico e robusto, ali allungate e lunga coda dalla punta lievemente forcuta.
Il piumaggio presenta dimorfismo sessuale e tende a scurirsi in direttrice ovest-est. I maschi, infatti, presentano nuca, dorso, ali e coda di colore bruno scuro, con tendenza a scurirsi ulteriormente proprio su ali e coda, mentre la testa è rossa (con presenza di una banda bruna fra il becco e l'occhio) e dello stesso colore sono il codione ed il petto, mentre il ventre tende a schiarirsi nel rosato e a sfumare nel color sabbia sui fianchi. Le femmine, invece, presentano l'area dorsale bruna e quella ventrale più chiara e tendente al biancastro sul ventre: in ambedue i sessi, le penne presentano picchiettature nerastre dorsalmente e color isabella ventralmente, a dare al piumaggio un aspetto punteggiato al quale la specie deve il proprio nome comune. Gli occhi sono di colore bruno scuro, le zampe sono nerastre e dello stesso colore è anche il becco.

## Biologia
I carpodachi striati sono uccelli dalle abitudini prettamente diurne, che passano la maggior parte della giornata in coppie o in piccoli gruppi alla ricerca di cibo, mantenendosi perlopiù al suolo.

### Alimentazione
Questi uccelli sono prevalentemente granivori: la loro dieta si compone infatti perlopiù di piccoli semi (specialmente di ginepro, Caragana e Hippophae), oltre che di germogli e bacche, e sporadicamente anche di insetti.

### Riproduzione
Si tratta di uccelli monogami, la cui stagione riproduttiva va dalla fine del mese di giugno ad agosto: durante questo periodo, le coppie portano avanti un'unica covata e si dimostrano piuttosto territoriali, in particolar modo il maschio, che scaccia energicamente ogni malcapitato che si avvicini troppo all'area del nido o alla femmina.
Il nido è a forma di coppa e viene costruito dalla sola femmina: ben nascosto nel fogliame, esso è costituito da rametti e fibre vegetali intrecciati, e foderato internamente da materiale più soffice, anche di origine animale (peli, piumino): al suo interno, la femmina depone 3-5 uova, che provvede a covare da sola per circa due settimane, al termine delle quali schiudono pulli ciechi ed implumi. Essi vengono imbeccati da ambedue i partner con semi e insetti rigurgitati per altre 2-3 settimane, al termine delle quali sono in grado d'involarsi e si allontanano dal nido.

## Distribuzione e habitat
Il carpodaco striato è diffuso in un'area che va dalle pendici meridionali della catena dell'Himalaya alla Cina centro-meridionale: sebbene tutte le popolazioni tendano a spostarsi più a valle durante l'inverno per evitare i rigori del clima, solo quelle orientali migrano attivamente per svernare in altri territori.
L'habitat di questi uccelli è rappresentato dalle aree aride e secche al di sopra della linea degli alberi, a prevalenza rocciosa e con vegetazione sparsa e cespugliosa.

## Sistematica
Sene riconoscono due sottospecie:
- Carpodacus rubicilloides rubicilloides Przewalski, 1876 - la sottospecie nominale, diffusa nella porzione sud-orientale dell'Altopiano del Tibet e nel Quinghai ad est fino al Sichuan occidentale e al Gansu, svernante nel Sichuan meridionale e nello Yunnan settentrionale;
- Carpodacus rubicilloides lucifer R. Meinertzhagen & A. Meinertzhagen, 1926 - diffusa in Kashmir sud-orientale, Ladakh, Tibet meridionale e sud-occidentale, Himachal Pradesh e Bhutan e Nepal settentrionali;